# الصفصاف
الصفصاف یک منطقهٔ مسکونی در سوریه است که در استان لاذقیه واقع شده‌است.

## خصوصیات
الصفصاف ۳٬۲۵۹ نفر جمعیت دارد.